# Johann Michael Rottmayr
Johann Michael Rottmayr von Rosenbrunn (11. prosinec 1656, Laufen an der Salzach, Bavorsko – 25. říjen 1730, Vídeň, Rakouské arcivévodství) byl rakouský barokní malíř, ovlivněný benátským malířským uměním 16. století.

## Život a dílo
Narodil se jako syn varhaníka Friedricha Rottmayera a jeho ženy Margarety Magdaleny, nadané malířky, na hranicích dnešního území Německa a Rakouska. Po 13 letech, které strávil jako učedník v italských Benátkách, se vrátil v roce 1667 zpět do rakouského Salcburku. Mezi jeho spolužáky a přátele náležel např. malíř Michael Václav Halbax. Studoval také mj. u Johanna Karla Lotha.
Jeho nástropními freskami jsou vyzdobeny např. Klášter Melk v Dolních Rakousích, kupole kostela sv. Karla Boromejského ve Vídni, Lichtenštejnské muzeum ve Vídni, Císařský sál v zámku Weißenstein v německém Pommersfeldenu, či Státní zámek Vranov nad Dyjí na Znojemsku. Byla mu po delším hledání svěřena i výmalba vídeňského Lichtenštejnského paláce.

## Galerie

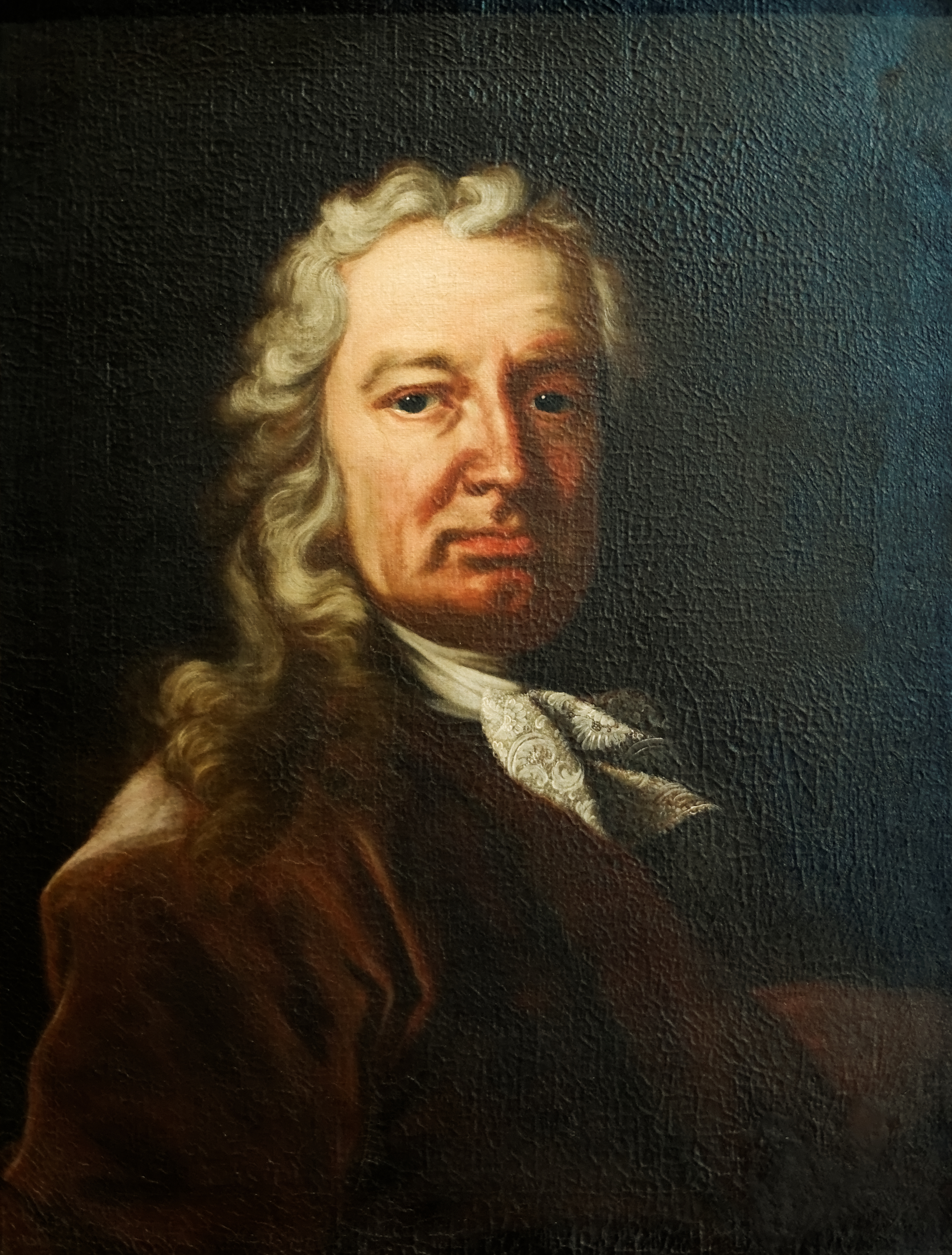
Johann Michael Rottmayr, autoportrét umělce z roku 1709
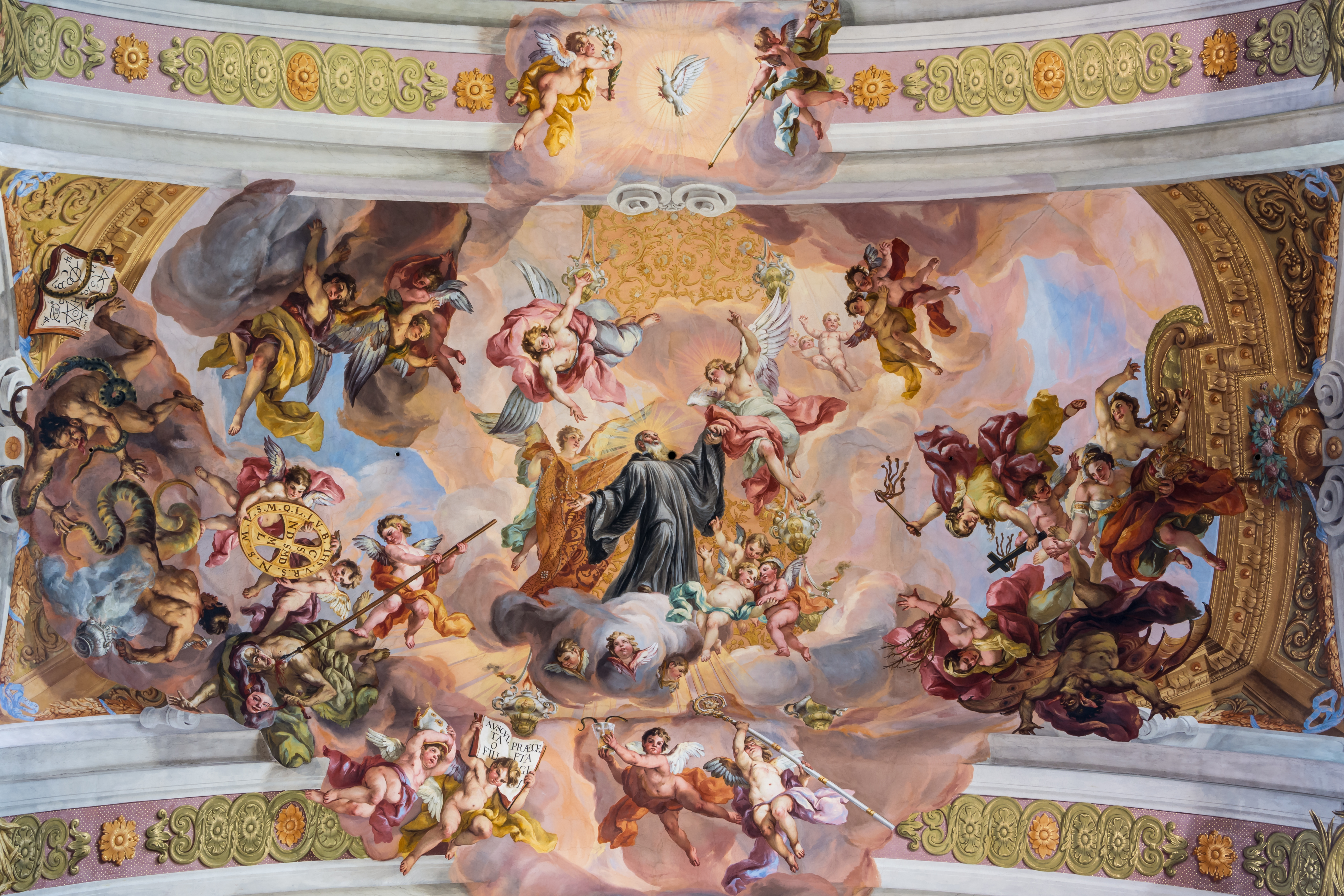
Stropní výmalba v rakouském Melku
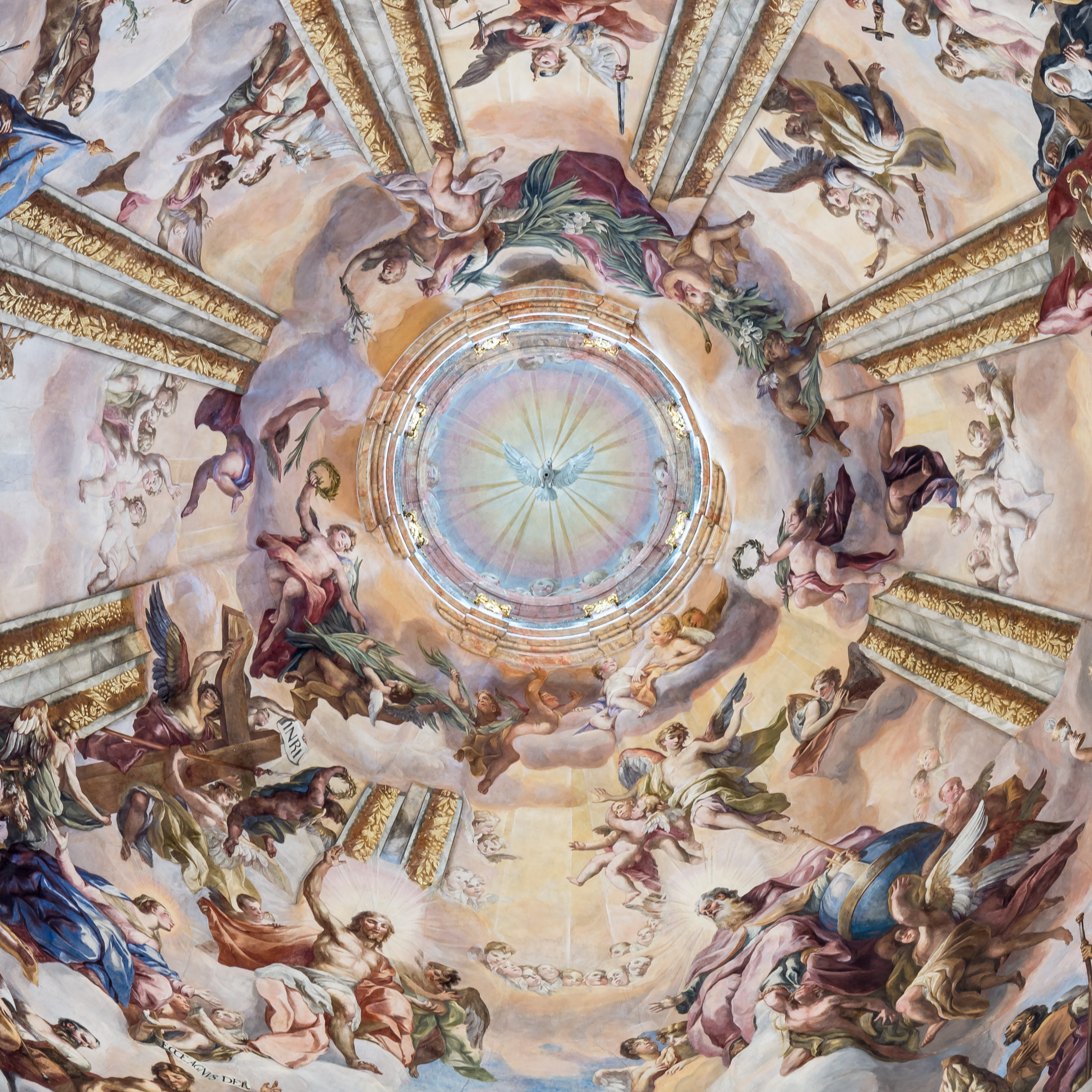
Stropní výmalba v rakouském Melku (kupole)
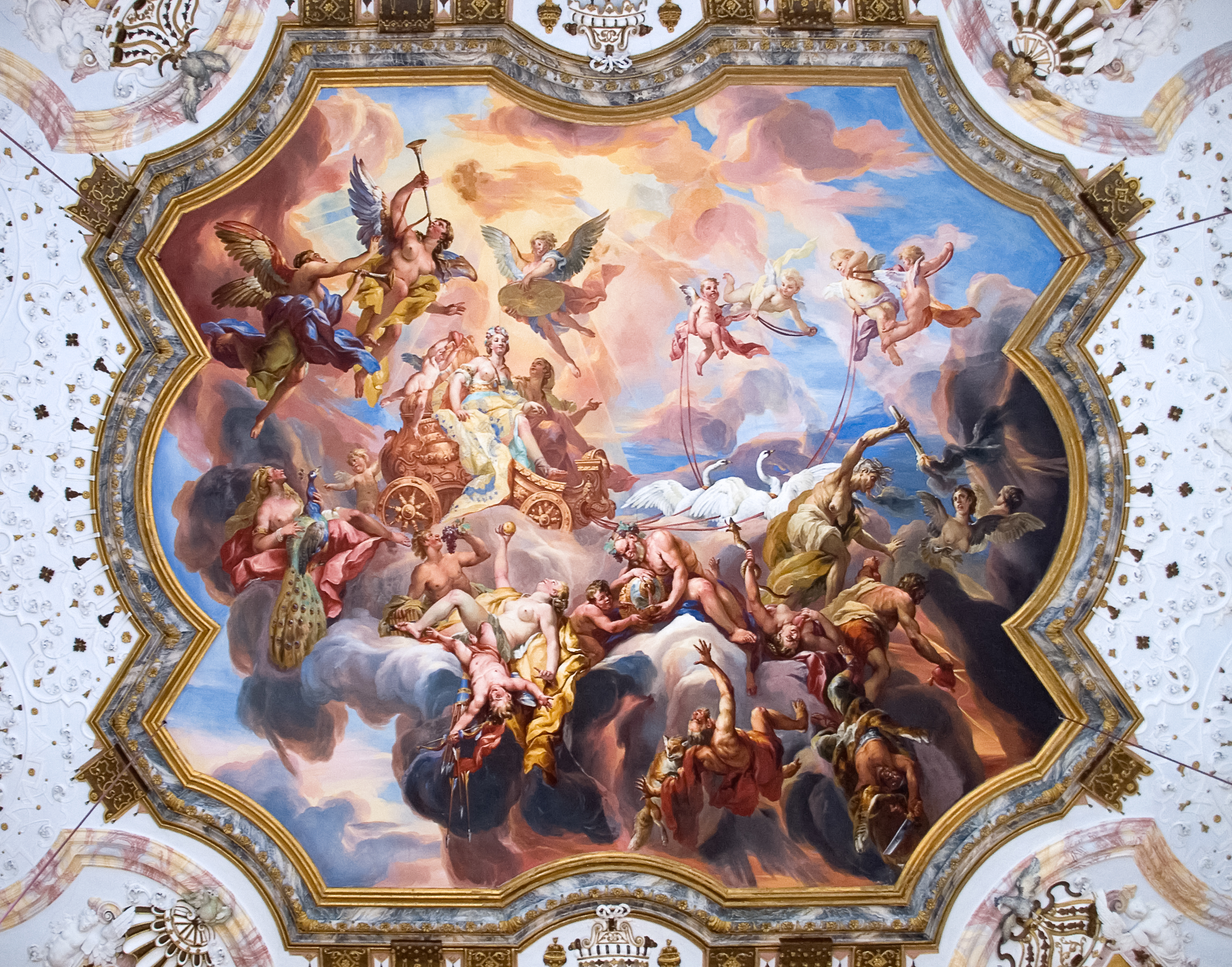
Stropní výmalba v Císařském sále zámku Weißenstein v německém Pommersfeldenu
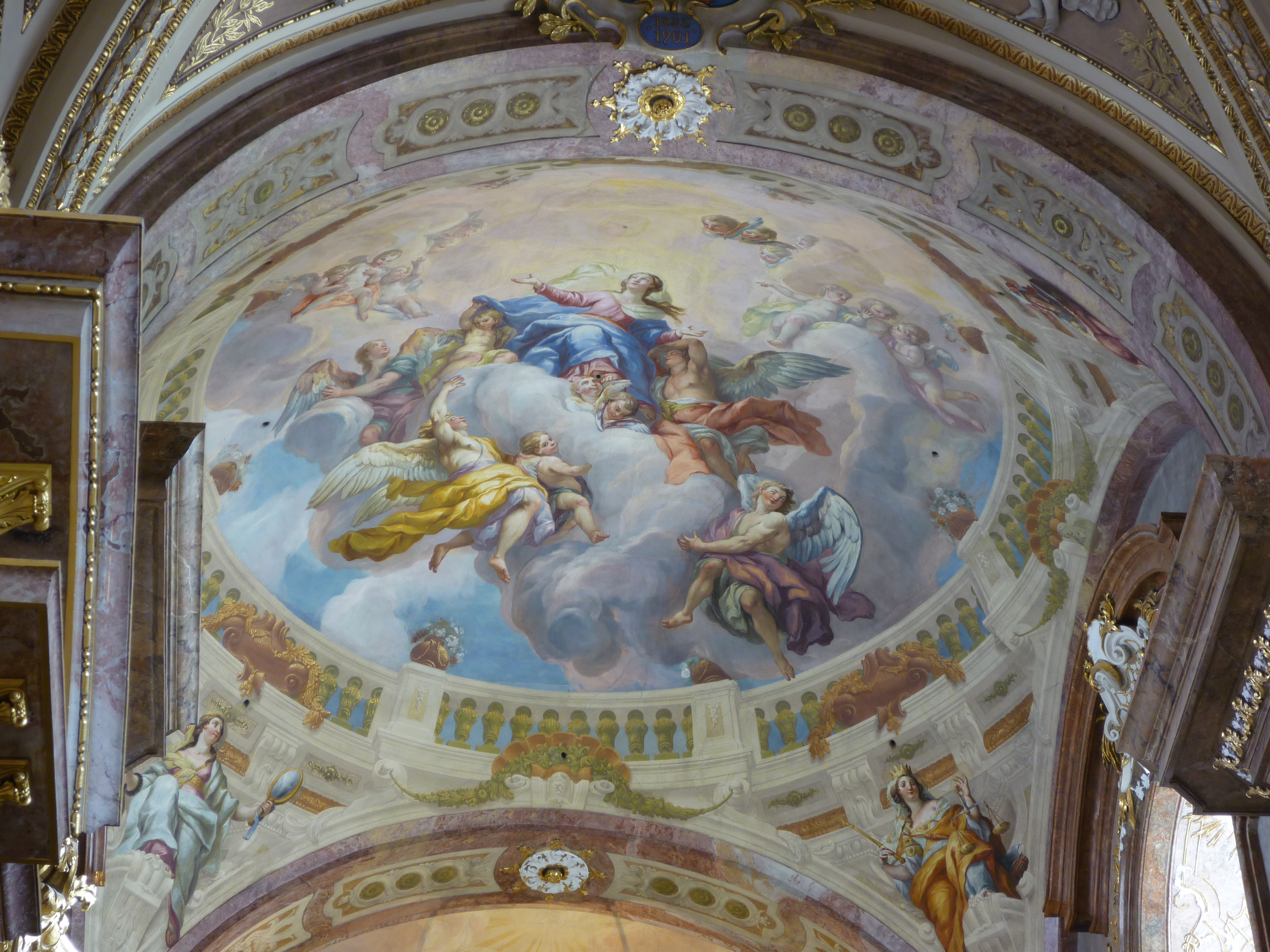
Stropní výmalba v klášteře v rakouském Klosterneuburgu (Dolní Rakousy)